# Cryphia murina
Cryphia murina là một loài bướm đêm trong họ Noctuidae.